# Мечищев
Мечищев (укр. Мечищів) — село в Саранчуковской сельской общине Тернопольского района Тернопольской области Украины.
До 2020 года входило в Бережанский район.
Код КОАТУУ — 6120483901. Население по переписи 2001 года составляло 591 человек.

## Географическое положение
Село Мечищев находится на расстоянии в 0,5 км от сёл Куты и Червоное.
По селу протекает пересыхающий ручей.
Рядом проходит железная дорога, станция Мечищев в 1-м км.

## История
- 1535 год — дата основания.

## Объекты социальной сферы
- Школа.
- Клуб.
- Фельдшерско-акушерский пункт.